# 안마스
안마스(프랑스어: Annemasse)는 프랑스 론알프 오트사부아주에 위치한 도시로 면적은 4.98km2, 인구는 33,166명(2012년 기준), 인구 밀도는 6,700명/km2이다. 스위스 국경과 가까운 편이며 제네바에서 동쪽으로 약 8km 정도 떨어진 곳에 위치한다.

## 어원
안마스라는 이름의 기원은 확실하지 않다. 일단, 알로브로즈족(Allobroge)에서 온 것으로 추정해 볼 수 있다. 또는 갈리아어 이름인 Adnamatius에서 파생된 것일 수도 있다. 그것은 판노니아(현재의 헝가리)에 있는 로마의 도시 안나마티아를 가리키는 것일 수 있다. 고대 로마 시대에 비쿠스였던 안마스는 Namascae로 알려졌다.

## 지리
안마스는 제네바 수도권의 일부이다. 스위스 국경에서 남동쪽으로 2km, 오트사부아 현 안시에서 북쪽으로 45km 떨어져 있다. 도시는 동쪽으로 Voirons (해발 1,450m), 서쪽으로 Salève (해발 1,300m) 및 아르브강으로 둘러싸여 있다.

## 기후
기후는 보르느 대산괴(Bornes Massif)와 제네바호의 영향으로 온화한 편이다. 가장 추운 달은 1월과 2월이다. 가장 더운 7월과 8월이다. 연평균 기온이 영하로 떨어지는 날이 80일이 있다. 최소 평균은 –1°C이고, 최대 평균은 26°C이다. 연간 강우량은 975.7mm이며 연간 강우일은 118일이다.

## 종교
안마스에는 여러 종교적인 장소가 있다. 2개의 로마 가톨릭 교회(Saint-André 및 Saint-Joseph), 1개의 유대교 회당, 2개의 이슬람 종교 조직 및 여러 개신교 교회가 있다.

## 인구
| 연도 | 인구  | ±% p.a. |
| ---- | ----- | ------- |
| 1793 | 515   | —       |
| 1800 | 615   | +2.57%  |
| 1806 | 616   | +0.03%  |
| 1822 | 776   | +1.45%  |
| 1838 | 1,049 | +1.90%  |
| 1848 | 1,047 | −0.02%  |
| 1858 | 1,045 | −0.02%  |
| 1861 | 1,124 | +2.46%  |
| 1866 | 1,203 | +1.37%  |
| 1872 | 1,143 | −0.85%  |
| 1876 | 1,221 | +1.66%  |
| 1881 | 1,521 | +4.49%  |
| 1886 | 1,996 | +5.59%  |
| 1891 | 2,380 | +3.58%  |
| 1896 | 2,460 | +0.66%  |
| 1901 | 2,811 | +2.70%  |
| 1906 | 3,052 | +1.66%  |

| 연도 | 인구   | ±% p.a. |
| ---- | ------ | ------- |
| 1911 | 3,334  | +1.78%  |
| 1921 | 4,208  | +2.36%  |
| 1926 | 6,009  | +7.39%  |
| 1931 | 7,092  | +3.37%  |
| 1936 | 8,018  | +2.48%  |
| 1946 | 8,831  | +0.97%  |
| 1954 | 10,209 | +1.83%  |
| 1962 | 13,814 | +3.85%  |
| 1968 | 17,166 | +3.69%  |
| 1975 | 23,384 | +4.51%  |
| 1982 | 26,204 | +1.64%  |
| 1990 | 27,669 | +0.68%  |
| 1999 | 27,253 | −0.17%  |
| 2007 | 29,540 | +1.01%  |
| 2012 | 33,166 | +2.34%  |
| 2017 | 35,712 | +1.49%  |

|  | 기술적 문제로 인해 그래프를 일시적으로 사용할 수 없습니다. 파브리케이터와 미디어위키 위키에 더 자세한 정보가 있습니다. |

## 경제
주요 활동은 상업이다. 현재 외환 상황으로 인해 많은 스위스 거주자가 식품과 기타 상품을 구매하기 위해 안마스에 온다. 인구의 많은 부분이 프랑스보다 급여가 높은 제네바에서 일한다.
안마스에는 해당 지역에 1,898개의 회사 위치가 있으며, 그중 많은 부분이 상점과 서비스이다. 안마스에서 운영되는 3개의 주요 회사는 Parker Hannifin (매출: 1억 3,400만 유로), Siegwerk(1억 7,000만 유로) 및 Géant 카지노 안마스(1,700만 유로, 2003년 증설)이다.

## 교통
안마스는 중요한 교차로이다. 국경 전 프랑스 고속도로 A40의 마지막 출구로 지역의 다른 도시와 잘 연결되어 있다. 또한 A41 고속도로를 통해 안시와 연결되어 있다.
지역 교통은 TP2A 회사(Transports publics de l'Agglomération d'Annemasse)의 6개 버스 노선으로 이루어진다.
또한 2019년 12월 15일부터 안마스는 제네바 트램 네트워크에 연결되었다. 첫 번째 열차는 2019년 10월 14일 시험 운전 중 안마스에 도착했다. 안마스에 임시 터미널이 만들어졌으며, 도시 지역으로 확장이 계획되었다. 일찍이 1950년대에는 안마스까지 가는 제네바 트램 노선이 있었지만, 제네바 트램 네트워크 축소의 일환으로 중단되었다가 다시 이어지게 되었다.
안마스에는 1880년부터 기차역이 있었다. 이 역은 하루 2,000명의 승객이 이용하는 부서에서 두 번째로 중요한 역이다. 이동성을 장려하기 위해 CEVA 프로젝트는 Genève Eaux-Vives를 통해 안마스역과 제네바역 사이의 기존 철도 연결을 확장했다.
안마스에는 작은 관광 및 비즈니스 비행기를 위한 작은 공항도 있다.

## 같이 보기
- 오트사부아주의 코뮌 목록